# 3493 Stepanov
3493 Stepanov eller 1976 GR6 är en asteroid i huvudbältet som upptäcktes den 3 april 1976 av den rysk-sovjetiske astronomen Nikolaj Tjernych vid Krims astrofysiska observatorium på Krim. Den har fått sitt namn efter Vladimir Stepanov.
Asteroiden har en diameter på ungefär 6 kilometer och den tillhör asteroidgruppen Flora.